# Йоанна Алонсо
Йоанна Алонсо (ісп. Yohanna Alonso; нар. 1 червня 1983, Хіхон, Іспанія) — іспанська спортсменка (тайський бокс), дворазова чемпіонка світу за версією AITMA (2017, 2018), багаторазова чемпіонка Іспанії.

## Кар'єра
Йоанна Алонсо Родрігес народилася 1 червня 1983 року у Хіхоні. В дитинстві займалася художньою гімнастикою, однак у 17 років почала займатися тайським боксом. Крім тайського боксу Алонсо також займається іншими видами бойових мистецтв. Йоанна бере участь у телевізійних проектах та знімається у кіно. Закінчила Університет Валенсії.